# Salón Fuencarral
El Salón Fuencarral (también conocido como teatro Bretón) fue un pequeño local teatral decimonónico con un aforo para unas doscientas personas, situado en el número 20 de la calle de Fuencarral de Madrid. En 1874, su propietario, Ramón López, convirtió el salón aristocrático privado en un modesto teatro-salón encargando su reforma al arquitecto Ildefonso Fernández y Calbacho.

## Historia
Fue construido este teatro-salón sobre las ruinas del convento de los Agonizantes de San Camilo de Lelis (cuyo edificio e iglesia, según el cronista Pedro de Répide carecían de todo mérito artístico), que ocupaban los solares de los números 20 y 22 de la calle de Fuencarral con puertas también a la calle de Hortaleza. Tras haber servido, mediado el siglo XIX, de lugar de reunión y entretenimiento a la aristocracia intelectual con aficiones faranduleras, y ajustándose al nuevo Reglamento de salas de Reunión y Espectáculos públicos, publicado en 1872, la original vivienda de planta baja se trasformaría en un teatro siguiendo estas pautas descritas por Fernández Muñoz en su estudio sobre la arquitectura teatral madrileña:
- Siguiendo el formato presente ya en los antiguos corrales de comedias del siglo XVII, quedan diferenciados los accesos de entrada y de salida para el público, situando dos puertas en la fachada de la calle Fuencarral.
- Se aprovechan los antiguos patios traseros interiores del solar, cubriendo uno de ellos con una estructura de hierro y cristal que servirá de espacio al café y habilitando el otro como almacén construido en madera. En el patio cerrado se convierte en corredor de palcos el pasillo de huecos de que antes disponía la zona de la finca que daba al corral.
- Tal y como prescribe la reglamentación, se disponen instalaciones de seguridad: boca de incendios, telón metálico cortafuegos, etc.

El crítico Augusto Martínez Olmedilla describe sin embargo el resultado como "local destartaladote y feo en la zona más popular y alegre del Madrid chamberilero", y anota que se inauguró con funciones de varietés con un tal Edmond de Bries (imitador de estrellas y precursor del travestismo "con derroche de plumas en cantidad fantástica") como atracción principal. El pequeño teatro-salón con aires de café-teatro imitó sin fortuna el espíritu del "Trianon Palace", el "Chantecler" o el Romea catedrales del género chico y la sicalipsis.  
Tras unos años en que se convertiría en cine, recuperó la actividad teatral en una programación tan abierta como mediocre. López Ruiz en su monografía dedicada al cuplé en la capital de España, evoca los nombres de Rafael de Real que acompañado de un ballet femenino, cantaba o más bien lloraba su versión lacrimógena del tango argentino Mi caballo murió (en realidad compuesto por tres autores españoles, Carreño y Sevilla con música de Modesto Romero). Otra 'gran estrella' del Fuencarral nº 20 fue Carmen Flores, que junto con el mencionado Edmon de Bries eran conocidos popularmente como "las reinas de las plumas".